# Lolita (término)
El término lolita o nínfula se refiere a una niña o adolescente que no ha alcanzado la edad de consentimiento sexual, define a una niña como «precozmente seductora». Puede ser una niña o adolescente entre 9 y 16 años de edad, prepúber o ya púber que ya es deseada por hombres adultos y que puede comportarse seductoramente con ellos. Es utilizado en el ambiente de la pornografía para referirse a la pornografía infantil. Sea cual sea la edad se trata de una preadolescente que aparece como objeto de deseo. También en Japón hay un género del manga y del anime llamado lolicon en donde personajes femeninos tienen apariencia de lolita y pueden ser mayores de 18 años.

## Término
El término lolita surge y se relaciona con el diminutivo de Lola, hipocorístico regular del nombre Dolores; nombre propio de la lengua hispana que hace referencia a la advocación de la Virgen María como Nuestra Señora de los Dolores. Lolita y Lola, aun siendo hipocorísticos, son frecuentemente utilizados como nombres propios de registro.
El término no debe ser confundido con la subcultura de la moda del mismo nombre, la cual tiene el principio de la caracterización de la moda de la Era Victoriana, la Era Eduardiana y el periodo barroco.

## Origen del significado
El término deriva de la novela de 1955 Lolita, de Vladimir Nabokov. En la trama se mencionan jóvenes núbiles de entre 9 y 14 años de edad con las que el protagonista, Humbert Humbert, tiene una seria afición sexual y que son llamadas nínfulas por el protagonista.
La novela Lolita se centra en una joven llamada «Dolores Haze», apodada «Lolita», personaje femenino sobre la que el personaje de Humbert desarrolla una obsesión sexual. La Lolita de la novela, de 12 años, es su hijastra, hija de su esposa Charlotte. El protagonista se siente atraído sexualmente por ella e interpreta que es ella la que lo seduce a él activamente.
En la novela, Lolita es presentada a través de los ojos de un hombre, Humbert Humbert, quien tiene hebefilia. Debido a su propia desviación sexual, describe a Lolita como una niña sexualmente precoz suponiendo en ella la misma desviación sexual que él padece. Lolita, en sí, es una niña precoz y seductora, pero la mayoría de cosas las hace desde la inocencia; esa seducción sutil es percibida por Humbert Humbert debido a su condición.
Este sentido se popularizó  a partir de la película Lolita de 1962 de Stanley Kubrick, de la que hubo una reedición en la década de los noventa, Lolita.

## «Lolitas» en la cultura

### Literatura y cómic
- Lolita, novela de 1955 de Vladimir Nabokov;
- Lolita, un cuento de 1916 de Heinz von Lichberg;
- Lolita HR, manga de ciencia ficción: guion de Delphine Rieu, dibujo de Javier Rodríguez (volúmenes 1, 2 y 3) y Natacha Bustos.

### Cine
- Lolita (1962), película de Stanley Kubrick (basada en la novela de Nabokov),
- Lolita (1997), película de Adrian Lyne (basada en la novela de Nabokov),
- Lolita 2000, película de Cybil Richards (1998),
- Lolita malgré moi, película de Mark Waters (2004),
- Lolita malgré moi 2, película de Melanie Mayron (2011).

### Música
El término Lolita ha sido recurrente en la producción musical de los últimos años, pudiendo destacarse sus siguientes apariciones:
- «Lolita» Lana del Rey,
- «Off the races» Lana del Rey,
- «Put me a movie» Lana del Rey (inspirada en Quilty y Lolita),
- La cantante belga Lio ícono del pop en Francia y Bélgica, interpreta el papel de una Lolita con letras de doble sentido eróticos,
- Lolita Go Home, canción escrita por Serge Gainsbourg e interpretada por Jane Birkin,
- La cantante francesa Mylène Farmer y el músico Laurent Boutonnat buscaban a una artista joven que interpretara la canción que habían compuesto, Moi… Lolita, Alizée fue elegida para interpretar este tema, el cual llegó a figurar como el #31 sencillo más vendido en la historia de Francia.
- «Lolita» Belinda
- Lolita nie en bloc canción interpretada por la banda de rock francés Noir Désir,
- Lolita (trop jeune pour aimer), canción interpretada por Céline Dion,
- «Lolita» Belén Aguilera.
- La banda española Orquesta Mondragón tiene una canción titulada "Lolita" que versiona la novela de Nabokov.

### Otros
- Les Lolitas, grupo de rock franco-alemán (1986 a 92) que grabó con el sello New Rose;
- Lolita 23q, grupo japonés;
- Lolita, orca del Delfinario de Miami.

### Lolita gótica
- Gothic Lolita, canción de la cantante Emilie Autumn;
- Gothic Lolita Propaganda, álbum de Yōsei Teikoku;
- Gothic Lolita Doctrine, álbum de Yōsei Teikoku.